# Nossa Senhora da Vila
Nossa Senhora da Vila ist ein Ort und eine ehemalige Gemeinde (Freguesia) im portugiesischen Kreis Montemor-o-Novo. Die Gemeinde hatte 6073 Einwohner (Stand 30. Juni 2011).
Am 29. September 2013 wurden die Gemeinden Nossa Senhora da Vila, Nossa Senhora do Bispo und Silveiras zur neuen Gemeinde União das Freguesias de Nossa Senhora da Vila, Nossa Senhora do Bispo e Silveiras zusammengeschlossen. Nossa Senhora da Vila ist Sitz dieser neu gebildeten Gemeinde.

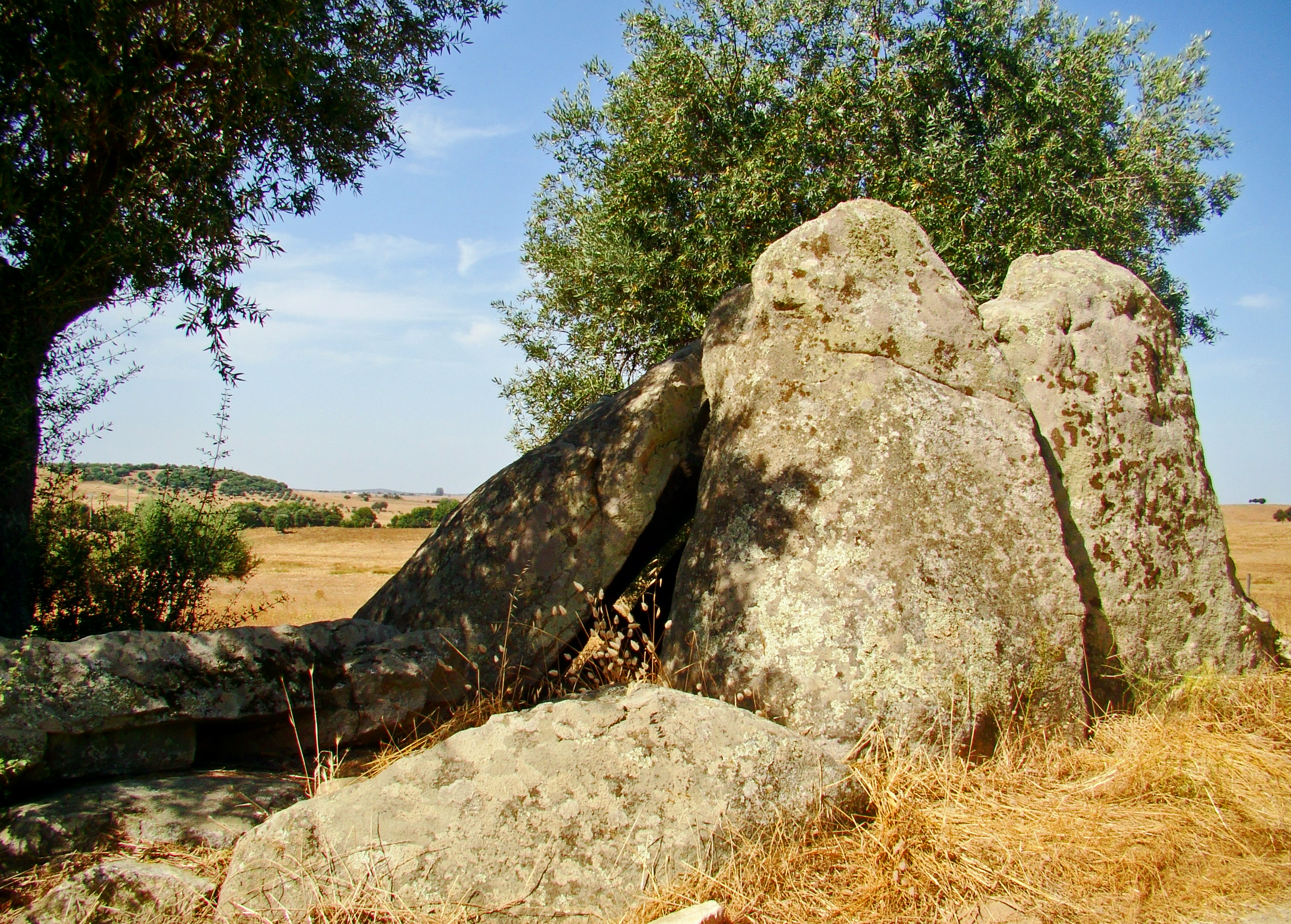
Anta da Serranheira